# Rivière Kogaluk
La rivière Kogaluk (anglais : Kogaluk River) est un fleuve de 52 km de long situé à l'est de la péninsule du Québec-Labrador, au Labrador dans la province canadienne de Terre-Neuve-et-Labrador.
C'est un des plus longs fleuves du nord de la sous-province du Labrador.
La longueur totale est d'environ 170 km en incluant le ruisseau Head (anglais : Head Brook) et atteint environ 235 km depuis la source la plus lointaine (56° 45′ 56″ N, 64° 05′ 14″ O) de l'affluent nord long d'environ 115 km. À noter que la cartographie mentionne l'affluent nord et la partie inférieure du ruisseau Head comme Kogaluk River.

## Toponymie
Le nom Kogaluk vient de l'inuktitut de l'est du Canada.
La rivière se nomme Emish-shipu en innu-aimun.
La rivière est aussi connue sous les noms de rivière Assiwaban et ruisseau Frank's.

## Description
La rivière Kogaluk est l'émissaire du lac Cabot (56° 08′ 37″ N, 62° 26′ 55″ O), un vaste lac de 18 km de long et de 2 440 hectares situé à environ 50 mètres d'altitude au creux d'une vallée glaciaire entourée de hautes collines. Le cours de la rivière en amont du lac faisait autrefois partie de la rivière Kogaluk. Aujourd'hui, le cours supérieur s'appelle ruisseau Head et constitue (56° 08′ 50″ N, 62° 43′ 31″ O) la quasi intégralité des apports du lac Cabot. Le ruisseau Head, émissaire de petits lacs situés sur le plateau (56° 08′ 33″ N, 63° 41′ 00″ O) près de la frontière avec le Québec, coule dans la partie supérieure de la vallée glaciaire et draine par le long affluent nord avec une spectaculaire cascade haute de 15,3 m (56° 10′ 06″ N, 63° 28′ 08″ O) le plateau le long de la frontière avec le Québec avec au nord un très long esker et une multitude de lacs, ainsi que le vaste lac Mistastin de 15 620 hectares situé à environ 330 mètres d'altitude dont l'émissaire (55° 56′ 39″ N, 63° 05′ 56″ O) la rivière Mistastin (anglais : Mistastin River) longue d'environ 40 km est aussi abondante que le ruisseau Head.
La rivière Kogaluk quitte le lac Cabot à son extrémité est. Elle coule sur environ 40 km vers l'est en se frayant un passage à travers les collines du bouclier canadien au creux d'une vallée glaciaire relativement rectiligne avec de longues sections calmes dans un large lit avec un faible courant et de larges bancs de sable et de gravier résultant de l'intense érosion fluvioglaciaire, entrecoupées de rapides. 
En amont de la chute jusqu'au km 42, la rivière est profonde et lente et s'étendant de 100 à 110 m de large.
La vallée de la rivière Kogaluk est parallèle sur environ 60 km à celle du ruisseau Konrad (anglais : Konrad Brook) qui draine un long et étroit bassin de 569 km2.
Sur les 10 derniers kilomètres, la rivière Kogaluk s'oriente progressivement vers le nord. 
Le ruisseau Side (anglais : Side Brook), principal affluent direct, rencontre la rivière Kogaluk en rive droite à 4 km en amont de l'embouchure (56° 10′ 11″ N, 61° 44′ 31″ O). Cet affluent abondant est l'émissaire d'importants lacs ((56° 04′ 58″ N, 61° 54′ 46″ O) et coule parallèlement à la rivière Kogaluk en formant de nombreux méandres avec plusieurs bras-morts.
La rivière Kogaluk se jette à 37 km au sud de la ville de Nain dans la baie de Voisey (anglais : Voisey’s Bay), une baie sur la côte est de la péninsule du Labrador ouvrant sur la mer du Labrador. L'embouchure est marquée par un vaste éventail sédimentaire dont le rayon est de 2 à plus de 3 km.

## Cascades
Le cours de la rivière Kogaluk est entrecoupé par plusieurs cascades.
À 6,4 km en amont de l'embouchure (56° 09′ 28″ N, 61° 46′ 13″ O) se trouve une cascade de 9,2 m de haut qui forme un obstacle insurmontable pour les poissons migrateurs remontant de la mer dans le système fluvial de la rivière Kogaluk. Seul le ruisseau Side est accessible aux poissons migrateurs, la confluence avec la rivière Kogaluk se trouvant en aval de la cascade.

## Hydrologie
La rivière Kogaluk draine une superficie de 5 434 km2 avec 83 affluents d'une longueur totale de 4 694 km enregistrés. Le débit moyen à 9 km en amont de l'embouchure est de 98,6 m3/s. La surface de l'eau de la rivière gèle en hiver. Les débits mensuels les plus élevés se produisent généralement pendant la fonte des neiges à la fin du printemps, avec une moyenne de 384 m3/s.

## Faune piscicole
Le système hydrographique de la rivière Kogaluk abrite différentes espèces de poissons. Le saumon atlantique se retrouve en aval de la cascade. L'omble chevalier, le touladi et le ménomini rond se retrouve dans le système fluvial en amont de la cascade.

## Flore
Les forêts de résineux couvrent la vallée fluviale et le bassin inférieur de la rivière Kogaluk. Les lichens fournissent l'essentiel de la flore des collines.

## Activités humaines
La rivière Kogaluk se trouve dans le nord du Labrador, une zone isolée totalement inhabitée appartenant au Nitassinan, terre ancestrale des Innus.
La côte fait partie du Nunatsiavut, territoire autonome géré par les Inuits.
À partir de 1912 environ, les Innus faisaient du commerce dans la propriété familiale d'Amos Voisey et au poste de traite de Richard White à Old Harbour, juste à l'ouest de l'embouchure de la rivière Kogaluk. Après le déclin de la population de caribous des bois en 1916, les Innus se sont de plus en plus appuyés sur les postes de la baie de Voisey et de Davis Inlet pour maintenir un élément de sécurité dans leur activité de chasse intérieure. Après la Seconde Guerre mondiale, les Innus chassaient progressivement moins en raison de la faible population de caribous des bois. En conséquence, ils sont devenus dépendants de la nourriture et des services fournis par le poste de la Compagnie de la Baie d'Hudson à Davis Inlet. Pendant les périodes d'échec de la chasse, c'était un endroit où les rations, subventionnées par le gouvernement, pouvaient être obtenues de manière fiable.
La zone située entre la rivière Kogaluk et le lac Mistastin est utilisée pour la chasse au caribou des bois à l'automne ; pendant l'hiver, les chasseurs traversent le plateau à l'ouest d'Utshimassits et se déplacent vers le nord-ouest vers le ruisseau Anaktalik (anglais : Anaktalik Brook), la rivière Fraser (anglais : Fraser River) et parfois plus au nord. Diverses autres espèces, comme le lagopède alpin, le lièvre, le porc-épic et l'ours noir, peuvent être capturées au cours de ces activités.
Dans les zones côtières, l'omble chevalier et le saumon atlantique sont pêchés pendant l'été et les phoques peuvent être chassés toute l'année.
Un camp de pêche à la ligne a été reporté situé l'embouchure où la rivière a une largeur de 159 m et coule sur un substrat de sable et de gravier. On rapporte que les phoques hivernent sur cette section de la rivière.
La rivière peut être descendue en canoë, avec la présence de plusieurs portages.